# Corregidor (Caldera)
Der Vulkan Corregidor liegt auf den Philippinen vor der Halbinsel Bataan der Insel Luzon, zwischen dem Südchinesischen Meer und der Bucht von Manila.
Es handelt sich um einen 173 Meter über den Meeresspiegel ragenden Vulkan. Der eigentliche und viel ältere Hauptkrater des Vulkans liegt jedoch unter Wasser. Sein Kraterrand wird durch die Inseln Corregidor und Caballo gebildet; es handelt sich dabei um eine Caldera. Der Basisdurchmesser des heutigen, als potenziell aktiv klassifizierten Vulkans wird mit 4 km angegeben. Daten über eine Eruption des Corregidor gibt es nicht, beim Philippine Institute of Volcanology and Seismology wird der Corregidor seit dem Jahre 2004 als potenziell aktiv eingestuft. 

## Quelle
- Philippine Institute of Volcanology and Seismology